# Mapowanie genomu
Mapowanie genomu – metoda polegająca na ustaleniu kolejności położenia loci na chromosomie poprzez analizę procentu rekombinacji między nimi. Mapowanie genomu wyrażane jest w jednostkach mapowych.

## Metody mapowania genomu[2]
Wyróżnia się dwie metody mapowania genomu:
- Mapa genetyczna
- Mapa fizyczna